# Copa Árabe Sub-20 2012
La Copa Árabe Sub-20 2012 se llevó a cabo en Jordania del 4 al 18 de julio y contó con la participación de 12 selecciones juveniles de África y medio oriente.
Túnez venció en la final a Arabia Saudita para ganar el torneo por primera vez.

## Participantes
- En cursiva los equipos debutantes.

| - Argelia - Irak - Jordania - Kuwait - Libia - Marruecos | - Qatar - Sudán - Arabia Saudita - Siria - Túnez - Mauritania |

## Sedes
| King Abdullah Stadium, Amán | Estadio Internacional de Amán, Amán |
| --------------------------- | ----------------------------------- |
| King Abdullah Stadium       | Estadio Internacional de Amán       |
| Capacidad: 20,000           | Capacidad: 25,000                   |

## Fase de grupos

### Grupo A
| País           | J | G | E | P | GF | GC | GD | PTS |
| -------------- | - | - | - | - | -- | -- | -- | --- |
| Arabia Saudita | 3 | 2 | 1 | 0 | 8  | 2  | +6 | 7   |
| Sudán          | 3 | 1 | 1 | 1 | 3  | 5  | -2 | 4   |
| Kuwait         | 3 | 1 | 0 | 2 | 4  | 7  | -3 | 3   |
| Jordania       | 3 | 0 | 2 | 1 | 1  | 2  | -1 | 2   |

| 4 de julio de 2012 | Kuwait                         | 2 – 3 | Sudán                             | Estadio Internacional de Amán, Amán |                           |
|                    | Al-Bedhali 7' · Al-Hadjiri 38' |       | Al-Toom 39' · Taqi-Eddine 65' 82' | Árbitro(s): Safwan Othman           | Árbitro(s): Safwan Othman |

| 4 de julio de 2012 | Jordania        | 1 – 1 | Arabia Saudita | Estadio Internacional de Amán, Amán |                              |
|                    | Al-Bashtawi 88' |       | Omar 9'        | Árbitro(s): Youssef Essrayri        | Árbitro(s): Youssef Essrayri |

| 7 de abril de 2012 | Sudán | 0 – 3 | Arabia Saudita                  | King Abdullah Stadium, Amán  |                              |
|                    |       |       | Al-Absi 47' · Al-Shahri 58' 93' | Árbitro(s): Khamis Al-Kuwari | Árbitro(s): Khamis Al-Kuwari |

| 7 de julio de 2012 | Jordania | 0 – 1 | Kuwait         | King Abdullah Stadium, Amán |                           |
|                    |          |       | Al-Bedhali 37' | Árbitro(s): Rami Al-Kaabi   | Árbitro(s): Rami Al-Kaabi |

| 10 de julio de 2012 | Arabia Saudita                               | 4 – 1 | Kuwait                | King Abdullah Stadium, Amán |                             |
|                     | Al-Asiri 3' · Al-Najrani 55' · Bilal 80' 90' |       | Al-Bedhali 25' (pen.) | Árbitro(s): Radwan Ghandour | Árbitro(s): Radwan Ghandour |

| 10 de julio de 2012 | Sudán | 0 – 0 | Jordania | Estadio Internacional de Amán, Amán |  |
|                     |       |       |          | Árbitro(s): Yasser Al-Rawahi        |  |

### Grupo B
| País       | J | G | E | P | GF | GC | GD | PTS |
| ---------- | - | - | - | - | -- | -- | -- | --- |
| Argelia    | 3 | 2 | 1 | 0 | 8  | 0  | +8 | 7   |
| Libia      | 3 | 2 | 1 | 0 | 3  | 1  | +2 | 7   |
| Mauritania | 3 | 1 | 0 | 2 | 4  | 5  | -1 | 3   |
| Catar      | 3 | 0 | 0 | 3 | 2  | 11 | -9 | 0   |

| 5 de julio de 2012 | Qatar     | 1 – 4 | Mauritania                       | King Abdullah Stadium, Amán   |                               |
|                    | Salem 17' |       | Anjakou 12' 38' 68' · Anyass 18' | Árbitro(s): Murad Al Zawahreh | Árbitro(s): Murad Al Zawahreh |

| 5 de julio de 2012 | Argelia | 0 – 0 | Libia | King Abdullah Stadium, Amán       |  |
|                    |         |       |       | Árbitro(s): Sami Mazyad Al-Nemari |  |

| 8 de julio de 2012 | Mauritania | 0 – 1 | Libia        | Estadio Internacional de Amán, Amán |                              |
|                    |            |       | Al-Faraj 57' | Árbitro(s): Youssef Essrayri        | Árbitro(s): Youssef Essrayri |

| 8 de julio de 2012 | Catar | 0 – 5 | Argelia                                                          | Estadio Internacional de Amán, Amán |                           |
|                    |       |       | Boulbrima 20' 48' · Haddouche 50' · Benkhemassa 91' · Zeghli 93' | Árbitro(s): Safwan Othman           | Árbitro(s): Safwan Othman |

| 11 de julio de 2012 | Libia                   | 2 – 1 | Catar             | King Abdullah Stadium, Amán |                           |
|                     | Fekhi 45' · Arzalem 62' |       | Khalil 70' (pen.) | Árbitro(s): Rami Al-Kaabi   | Árbitro(s): Rami Al-Kaabi |

| 11 de julio de 2012 | Argelia                                   | 3 – 0 | Mauritania | Estadio Internacional de Amán, Amán |                                |
|                     | Mansouri 10' · Chenni 72' · Haddouche 91' |       |            | Árbitro(s): Youssef Al-Marzouq      | Árbitro(s): Youssef Al-Marzouq |

### Grupo C
| País      | J | G | E | P | GF | GC | GD | PTS |
| --------- | - | - | - | - | -- | -- | -- | --- |
| Túnez     | 3 | 2 | 0 | 1 | 7  | 5  | +2 | 6   |
| Siria     | 3 | 1 | 2 | 0 | 3  | 2  | +1 | 5   |
| Marruecos | 3 | 1 | 1 | 1 | 3  | 3  | 0  | 4   |
| Irak      | 3 | 0 | 1 | 2 | 6  | 9  | -3 | 1   |

| 6 de julio de 2012 | Irak                          | 2 – 2 | Siria                               | Estadio Internacional de Amán, Amán |                              |
|                    | Ismail 30' (pen.) · Adnan 58' |       | Al-Jouied 3' (pen.) · Kharebeen 81' | Árbitro(s): Yasser Al-Rawahi        | Árbitro(s): Yasser Al-Rawahi |

| 6 de julio de 2012 | Marruecos | 1 – 2 | Túnez                   | Estadio Internacional de Amán, Amán |                             |
|                    | Saidi 81' |       | Jaziri 11' · Louati 61' | Árbitro(s): Radwan Ghandour         | Árbitro(s): Radwan Ghandour |

| 9 de julio de 2012 | Siria     | 1 – 0 | Túnez | Estadio Internacional de Amán, Amán |                                |
|                    | Salem 34' |       |       | Árbitro(s): Youssef Al-Marzouq      | Árbitro(s): Youssef Al-Marzouq |

| 9 de julio de 2012 | Irak       | 1 – 2 | Marruecos                       | Estadio Internacional de Amán, Amán |                               |
|                    | Hattab 29' |       | Touali 18' (pen.) · Othmane 90' | Árbitro(s): Murad Al-Zawahreh       | Árbitro(s): Murad Al-Zawahreh |

| 12 de julio de 2012 | Túnez                                                             | 5 – 3 | Irak                     | Estadio Internacional de Amán, Amán |                              |
|                     | Wannas 14' · Jaziri 26' · Ounelli 35' · Rjaibi 80' · Trabelsi 83' |       | Shwkan 3' 19' 77' (pen.) | Árbitro(s): Khamis Al-Kuwari        | Árbitro(s): Khamis Al-Kuwari |

| 12 de julio de 2012 | Marruecos | 0 – 0 | Siria | King Abdullah Stadium, Amán       |  |
|                     |           |       |       | Árbitro(s): Sami Mazyad Al-Nemari |  |

### Mejor Segundo Lugar
| País  | J | G | E | P | GF | GC | GD | PTS |
| ----- | - | - | - | - | -- | -- | -- | --- |
| Libia | 3 | 2 | 1 | 0 | 3  | 1  | +2 | 7   |
| Siria | 3 | 1 | 2 | 0 | 3  | 2  | +1 | 5   |
| Sudán | 3 | 1 | 1 | 1 | 3  | 5  | −2 | 4   |

## Fase Final
|  | Semifinales       | Semifinales       |   |                   | Final             | Final           |  |
|  | 11 de noviembre   | 11 de noviembre   |   |                   | 14 de noviembre   | 14 de noviembre |  |
|  |                   |                   |   |                   |                   |                 |  |
|  | Amán, 15 de julio |                   |   |                   |                   |                 |  |
|  | Arabia Saudita    | 3                 |   |                   |                   |                 |  |
|  | Libia             | 1                 |   |                   |                   |                 |  |
|  |                   |                   |   |                   |                   |                 |  |
|  |                   |                   |   |                   | Amán, 18 de julio |                 |  |
|  |                   |                   |   |                   | Arabia Saudita    | 2               |  |
|  |                   | Túnez             | 4 |                   |                   |                 |  |
|  |                   |                   |   |                   |                   |                 |  |
|  |                   |                   |   |                   |                   |                 |  |
|  |                   |                   |   |                   | Tercer lugar      |                 |  |
|  | Amán, 15 de julio | Amán, 15 de julio |   | Amán, 17 de julio | Amán, 17 de julio |                 |  |
|  | Argelia           | 2                 |   | Argelia           | 0                 |                 |  |
|  | Túnez             | 3                 |   |                   | Libia             | 4               |  |

## Campeón
| Copa Árabe Sub-20 2012 |
| ---------------------- |
| Bandera de Túnez       |
| Túnez 1º Título        |